# Nanterre 92
Il Nanterre 92 è una società cestistica avente sede a Nanterre, in Francia. Fondata nel 1927, gioca nel campionato francese.
Disputa le partite interne nel Palais des Sports de Nanterre, che ha una capacità di 3.000 spettatori.

## Storia
Fondato nel 1927 il club per circa sessant'anni partecipa a campionati dipartimentali e regionali. Nel 1987 diventa presidente Jean Donnadieu che insieme ad altri soci appassionati avvia un progetto basato sulla crescita del settore giovanile che cambierà radicalmente la dimensione del club. La guida tecnica viene assegnata al figlio del presidente, Pascal Donnadieu, che guida il Nanterre alla scalata verso i campionati nazionali completata nel 2004 con l'arrivo in Pro B. Nel 2007 è secondo in Coppa di Francia, risultato che sarà bissato nel 2013. Vince la Pro B nel 2011 ed accede al massimo campionato nazionale. Dopo appena due stagioni di Pro A il Nanterre diventa campione di Francia battendo in finale lo Strasburgo.
Nel 2014, a fronte di una stagione deficitaria in campionato (culminata con l'esclusione, da detentore del titolo, dai play-off), conquista comunque il secondo trofeo della storia battendo il Nancy nella finale di Coppa di Francia.

## Roster 2023-2024
Aggiornato al 30 novembre 2023.
|    | Naz.                    | Ruolo | Sportivo           | Anno | Alt. |  |  |
| -- | ----------------------- | ----- | ------------------ | ---- | ---- |  |  |
| 0  | Francia (bandiera)      | GA    | Lucas Fischer      | 2004 | 193  |  |  |
| 1  | Stati Uniti (bandiera)  | P     | Justin Bibbins     | 1996 | 173  |  |  |
| 7  | Senegal (bandiera)      | C     | Ibrahima Fall Faye | 1997 | 207  |  |  |
| 8  | Francia (bandiera)      | P     | Benjamin Sene      | 1994 | 185  |  |  |
| 9  | Francia (bandiera)      | G     | Bastien Pinault    | 1993 | 195  |  |  |
| 11 | Francia (bandiera)      | GA    | Joël Ayayi         | 2000 | 193  |  |  |
| 14 | RD del Congo (bandiera) | C     | Rollings Kamanda   | 2003 | 205  |  |  |
| 20 | Stati Uniti (bandiera)  | AC    | Desi Rodriguez     | 1996 | 196  |  |  |
| 22 | Francia (bandiera)      | C     | Lucas Dussoulier   | 1996 | 203  |  |  |
| 23 | Francia (bandiera)      | GA    | Juhann Begarin     | 2002 | 196  |  |  |
| 31 | Francia (bandiera)      | AG    | Golle Dembele      | 2005 | 202  |  |  |
| 55 | Senegal (bandiera)      | C     | Hamady Ndiaye      | 1987 | 213  |  |  |
| 61 | Francia (bandiera)      | G     | Simeon Kalemba     | 2003 | 201  |  |  |
| 80 | Francia (bandiera)      | PG    | Nathan Zulemie     | 2004 | 193  |  |  |

### Staff tecnico
- Allenatore:  Pascal Donnadieu
- Assistente:  Filipe da Silva,  Julien Quillet

## Palmarès
- Campionato francese: 1

2012-2013
- Coppa di Francia: 2

2013-2014, 2016-2017
- Match des Champions: 2

2014, 2017
- EuroChallenge: 1

2014-2015
- FIBA Europe Cup: 1

2016-2017